# Moldàvia al Festival de la Cançó d'Eurovisió
Moldàvia ha participat en el Festival de la Cançó d'Eurovisió des de 2005. El país ha tingut, comparativament, presentacions reeixides en el festival, ja que quatre d'elles han acabat entre els deu primers llocs. No obstant això, en les edicions de 2008, 2014, 2015, 2016 i 2019 no va aconseguir passar a la final.
En només tres vegades, Moldàvia ha aconseguit estar dins del TOP-10 en una gran final.

## Història
En 2005, Moldàvia va debutar al festival de Kíev amb el grup Zdob și Zdub i la cançó «Boonika Bate Toba». El número va ser ben rebut i va acabar en 2n lloc en la semifinal, de manera que es va classificar a la ronda final. Durant aquesta, va acabar en 6è lloc amb 148 punts, el seu millor resultat fins 2017. Pocs països han quedat tan ben posicionats l'any del seu debut.
A causa dels bons resultats obtinguts per Zdob şi Zdub, Moldàvia va passar directament a la final de 2006. La cançó va ser problemàtica des del principi. Després de la ronda nacional de votació, tres actes van quedar empatats en primer lloc i el jurat havia de decidir el guanyador, que seria enviat a Atenes. No obstant això, el jurat no va voler prendre una decisió i en el seu lloc la televisora moldava va decidir organitzar una nova final en la qual podrien participar altres artistes i no solament els tres actes que ja s'havien classificat. En protesta a aquesta decisió, els tres actes van retirar la seva candidatura i va guanyar el duo compost per "Arsenium" i Natalia Gordienco amb la cançó «Loca». "Arsenium" és el nom artístic de Arsenie Todiras, qui era un membre de la banda O-Zone. Gordienko era part del grup moldau "Millennium" i ja havia intentat abans anar al festival. En el podi es van fer acompanyar pel raper "Connect-R". «Loca» no va aconseguir captivar el públic europeu i amb només 22 punts va quedar en 20è lloc.
Un any després, a causa del pobre resultat de l'any anterior, Moldàvia no volia destinar una partida pressupostària per a la seva participació en el Festival de la Cançó d'Eurovisió 2007. Després de pressions per part del públic, es va decidir organitzar una ronda classificatòria i enviar Natalia Barbu i a la cançó "Fight" per representar el país a Hèlsinki. Durant la semifinal va obtenir el 10è lloc, suficient per participar en la final, i en la ronda següent va tornar a obtenir el 10è lloc amb 109 punts. Amb això asseguraven el seu lloc en la final de 2008. No obstant això, la UER va canviar les normes de classificació a la final i van passar d'una a dues semifinals, amb la qual cosa solament es classificarien directament el país amfitrió i el Big Four. Així, el 20 de maig de 2008, Moldàvia va participar en la primera semifinal a Belgrad i va acabar en el lloc 12è de 19, per la qual cosa no es va classificar per a la final (es classificaven els 9 primers més el 10è, que era triat per un jurat. que en aquell cas va ser Polònia).
En 2009, van triar la cantant Nelly Ciobanu per representar Moldàvia al festival amb la cançó "Hora din Moldova" (Ball de Moldàvia) una cançó molt folklòrica, encara que en anglès. Després que l'any previ no passés per primera vegada a la final, Nelly ho va aconseguir amb un 5è lloc i 106 punts, mentre que en la final va aconseguir un lloc 14è amb 69 punts, per davant de Portugal i per darrere dels danesos.
Tant en 2010 com en 2011, Moldàvia es va classificar per a la final amb la 10a posició (encara que en la final obtingués la 22a i la 12a posició, respectivament). En 2010, l'atrevida aposta de SunStroke Project & Olia Tira no va convèncer el jurat i el televot del tot malgrat la seva repercussió per Europa a causa del sol de saxo de la cançó. En 2011, la volta de Zdob și Zdub, que va guanyar una final nacional amb nombrosos candidats, va implicar una millora en les puntuacions, tal com denominaven alguns comentaristes "una posada en escena a la qual no li falta res".
Tant en 2012 com en 2013, Moldàvia va obtenir l'11a posició en la final, fet que va millorar les males posicions dels anteriors anys, encara que en la semifinal aconseguís una 5a i una 4a posició, respectivament. En 2012, el tema de Pasha Parfeny va aconseguir un gran resultat malgrat ser l'actuació que tancava la gala final. Una dels seves coristes, Aliona Moon, seria la següent representant, qui va cantar per primera vegada en la història del festival, una cançó íntegrament en romanès. La qualitat de la cançó, la posada en escena i la refinada veu de la cantant va servir per repetir un l'onzè lloc, el mateix que el seu antecessor.
En 2014, arribaria el major fracàs del país en Eurovisió. Cristina Scarlat i el seu tema "Wild Soul", que no partien com a favorits per a la final, van quedar últims en la primera semifinal. Concretament, amb la 16a posició i 13 punts.
L'any 2015, Moldàvia va triar l'ucraïnès Eduard Romanyuta com el seu representant a Viena, malgrat les crítiques que apuntaven a una manipulació en la final nacional, la qual va ser guanyada pel jove amb la major quantitat de punts de la història. Una vegada en el Festival, no va aconseguir classificar-se per a la gran final, ja que va quedar en l'onzè lloc amb la cançó "I want your love".
D'altra banda, Lidia Isac representaria el país al Festival de 2016, celebrat a Estocolm, amb «Falling Stars». El tema, que mai va ser favorit per aconseguir la passada a la final, va obtenir la penúltima posició (17a) en la seva semifinal, amb només 33 punts.
Amb «Hey, Mamma!», en l'edició de 2017, Moldàvia va aconseguir entrar per primera vegada en el TOP-3 de la final de la mà de SunStroke Project. Aquest constitueix el millor resultat moldau fins avui.
Seguint la línia de l'any anterior, Moldàvia va enviar a l'edició de 2018, «My Lucky Day», de DoReDos un tema molt cridaner que recorda als inicis del país al festival. Finalment, el trio va acabar 10è amb 209 punts.
Un any més tard, a pesar dels bons resultats de les edicions prèvies, Anna Odobescu no va aconseguir passar a la final amb la cançó «Stay».
Amb la cançó «Prison», Natalia Gordienvo, repetidora de l'edició 2006, va guanyar la preselecció moldava pel festival de 2020, que s'hauria celebrat a Rotterdam en cas de no haver sigut cancel·lat per la pandèmia per coronavirus de 2019-2020. El gener del 2021 va ser seleccionada internament pel difusor públic moldau per l'edició del 2021. Participà amb la cançó «Sugar» quedant 7a la semifinal i 13a amb 115 punts.
L'any 2022 repetirien per tercer cop Zdob și Zdub aquest cop amb Frații Advahov quedant 8s a la semifinal i 7s a la final (253 punts) amb la cançó «Trenulețul».

## Participacions
Llegenda
| Any                            | Seu         | Artista                       | Cançó               | Final                | Punts                | Semifinal                | Punts                    |
| ------------------------------ | ----------- | ----------------------------- | ------------------- | -------------------- | -------------------- | ------------------------ | ------------------------ |
| 2005                           | Kíev        | Zdob și Zdub                  | «Boonika Bate Doba» | 6                    | 148                  | 2                        | 207                      |
| 2006                           | Atenes      | Arsenium i Natalia Gordienco  | «Loca»              | 20                   | 22                   | Top 11 de l'any anterior | Top 11 de l'any anterior |
| 2007                           | Hèlsinki    | Natalia Barbu                 | «Fight»             | 10                   | 109                  | 10                       | 91                       |
| 2008                           | Belgrad     | Geta Burlacu                  | «A century of love» | No es va classificar | No es va classificar | 12                       | 36                       |
| 2009                           | Moscou      | Nelly Ciobanu                 | «Hora din Moldova»  | 14                   | 69                   | 5                        | 106                      |
| 2010                           | Oslo        | SunStroke Project & Olia Tira | «Run Away»          | 22                   | 27                   | 10                       | 52                       |
| 2011                           | Düsseldorf  | Zdob și Zdub                  | «So lucky»          | 12                   | 97                   | 10                       | 54                       |
| 2012                           | Bakú        | Pasha Parfeny                 | «Lăutar»            | 11                   | 81                   | 5                        | 100                      |
| 2013                           | Malmö       | Aliona Moon                   | «O Mie»             | 11                   | 71                   | 4                        | 95                       |
| 2014                           | Copenhaguen | Cristina Scarlat              | «Wild soul»         | No es va classificar | No es va classificar | 16                       | 13                       |
| 2015                           | Viena       | Eduard Romanyuta              | «I want your love»  | No es va classificar | No es va classificar | 11                       | 41                       |
| 2016                           | Estocolm    | Lidia Isac                    | «Falling Stars»     | No es va classificar | No es va classificar | 17                       | 33                       |
| 2017                           | Kíev        | SunStroke Project             | «Hey, Mamma!»       | 3                    | 374                  | 2                        | 291                      |
| 2018                           | Lisboa      | DoReDos                       | «My Lucky Day»      | 10                   | 209                  | 3                        | 235                      |
| 2019                           | Tel-Aviv    | Anna Odobescu                 | «Stay»              | No es va classificar | No es va classificar | 12                       | 85                       |
| 2020                           | Rotterdam   | Natalia Gordienco             | «Prison»            | Festival cancel·lat  | Festival cancel·lat  | Festival cancel·lat      | Festival cancel·lat      |
| 2021                           | Rotterdam   | Natalia Gordienco             | «Sugar»             | 13                   | 115                  | 7                        | 176                      |
| 2022                           | Torí        | Zdob și Zdub & Frații Advahov | «Trenulețul»        | 7                    | 253                  | 8                        | 154                      |
| 2023                           | Liverpool   | Pasha Parfeni                 | «Soarele şi Luna»   | 18                   | 96                   | 5                        | 109                      |
| 2024                           | Malmö       | Natalia Barbu                 | «In The Middle»     | No es va classificar | No es va classificar | 13                       | 20                       |
| No hi va participar en el 2025 |             |                               |                     |                      |                      |                          |                          |

## Galeria d'imatges

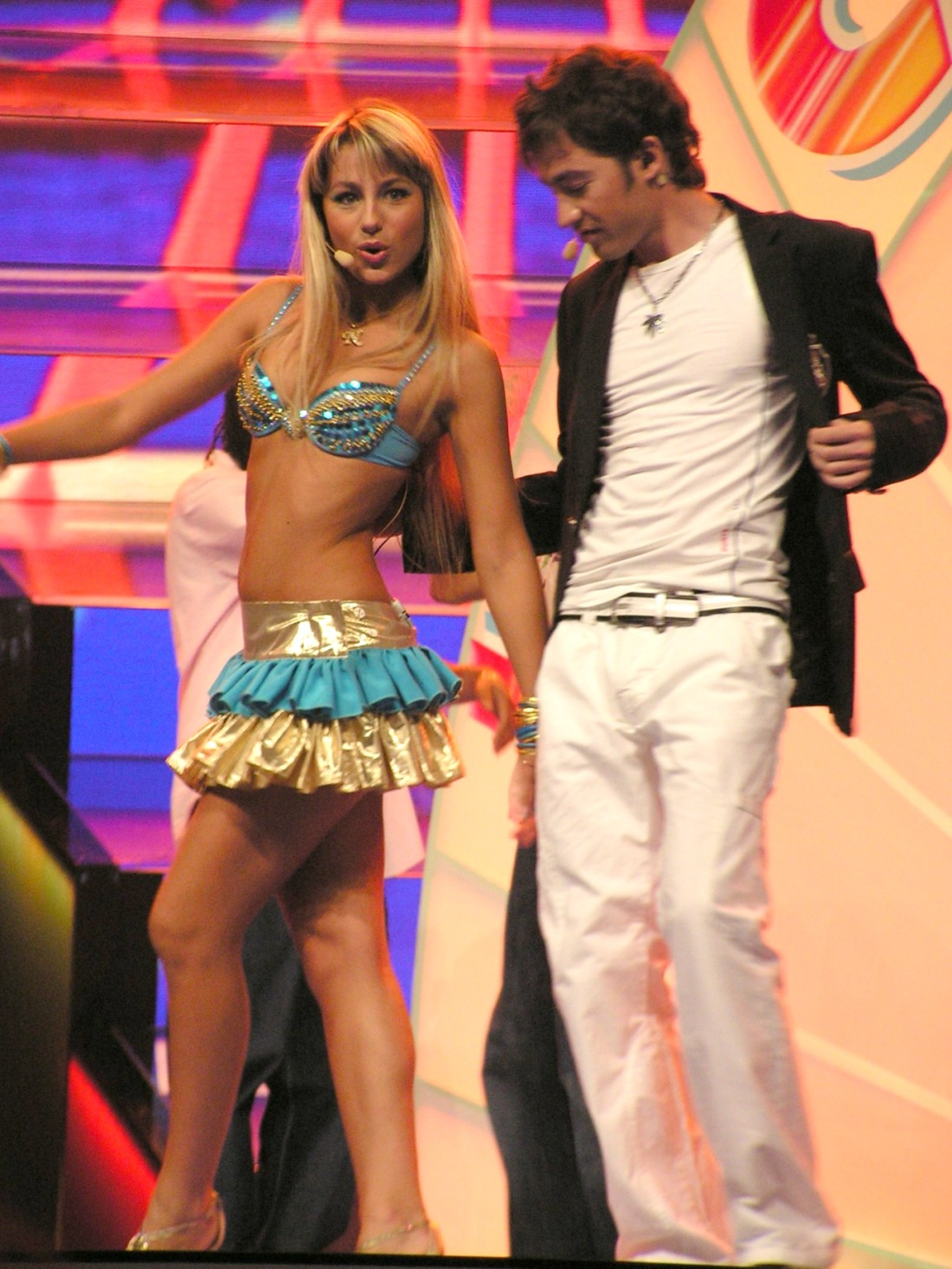
Arsenium i Natalia Gordienco a Atenes (2006)
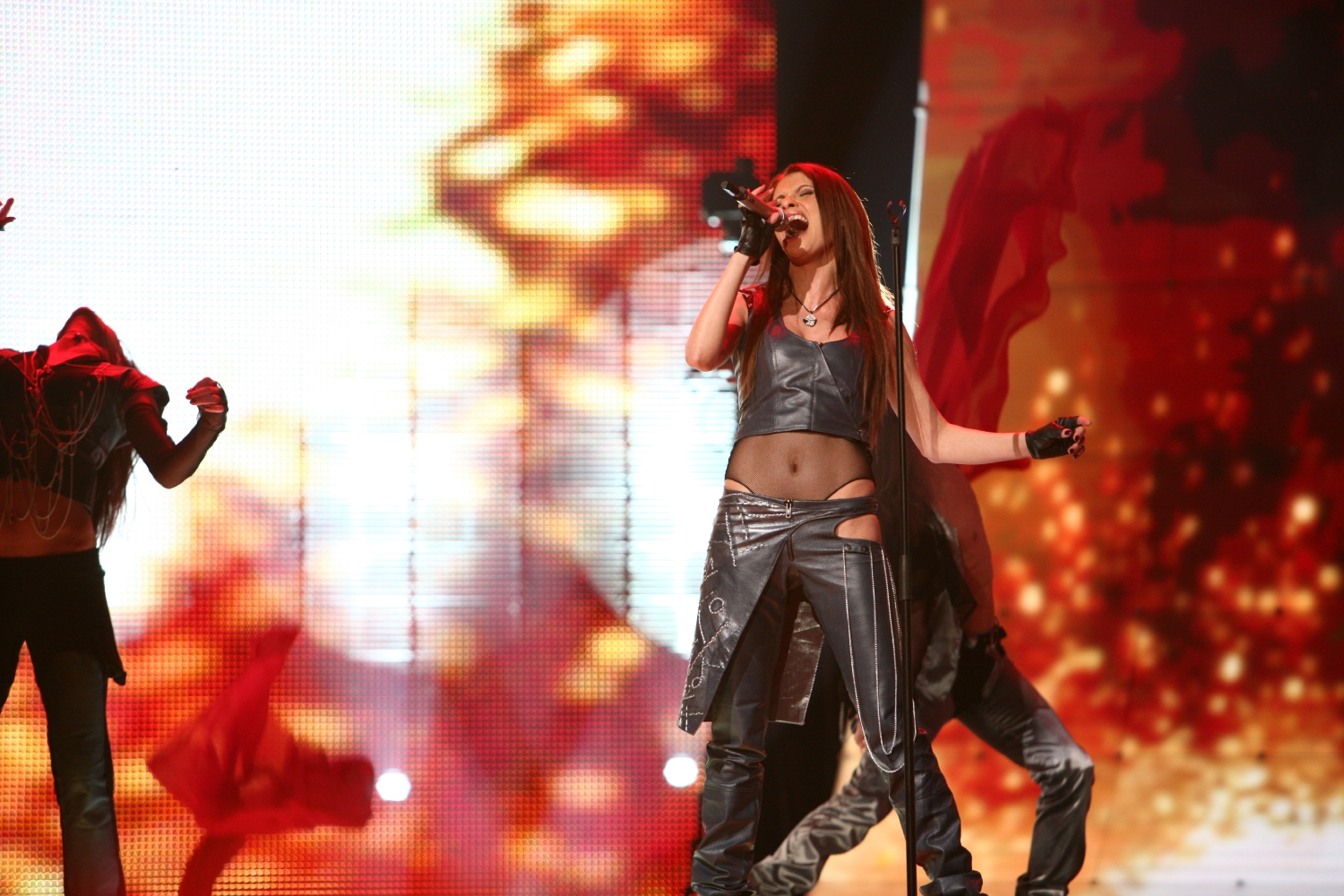
Natalia Barbu a Hèlsinki (2007)
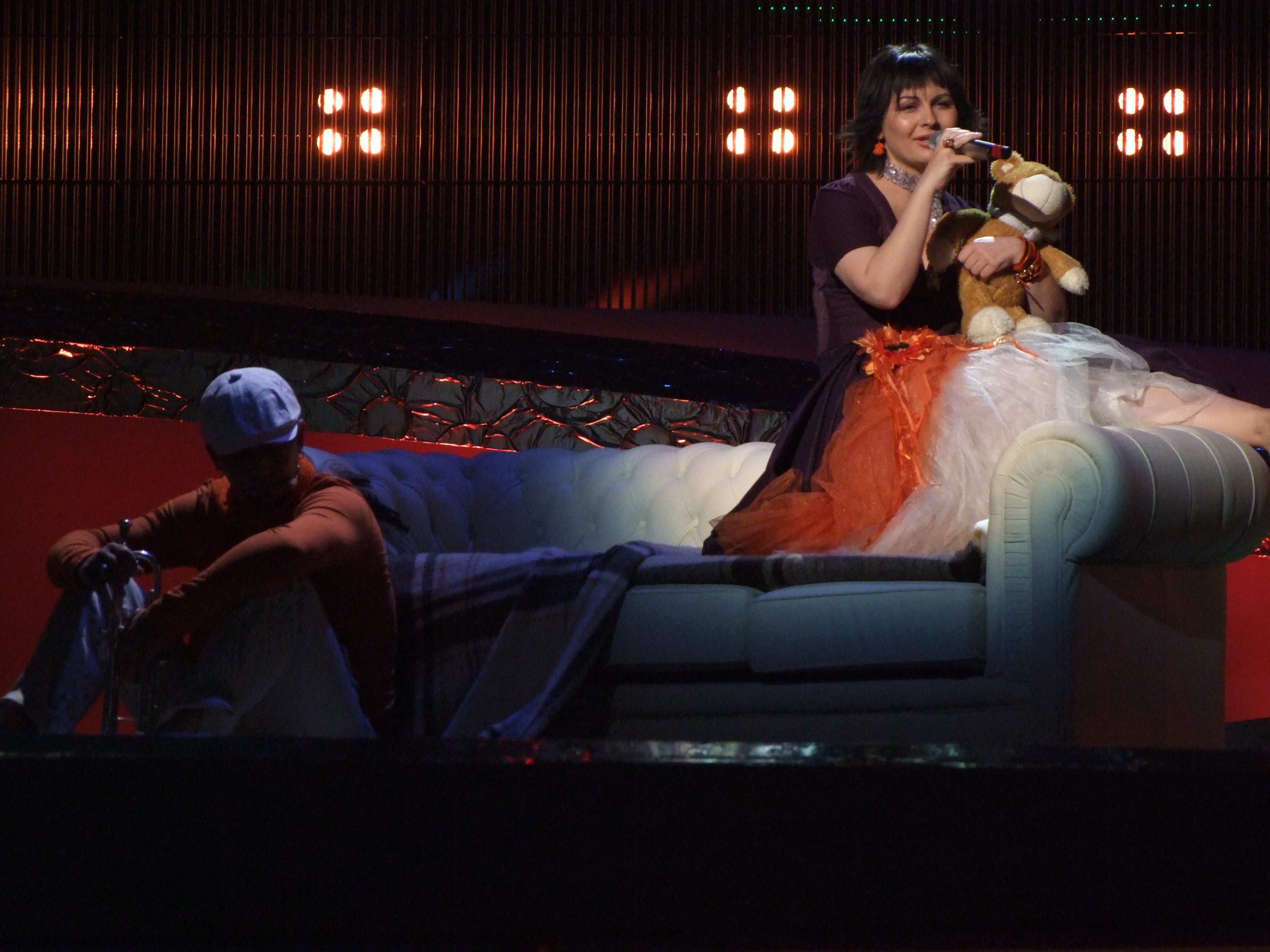
Geta Burlacu a Belgrad (2008)
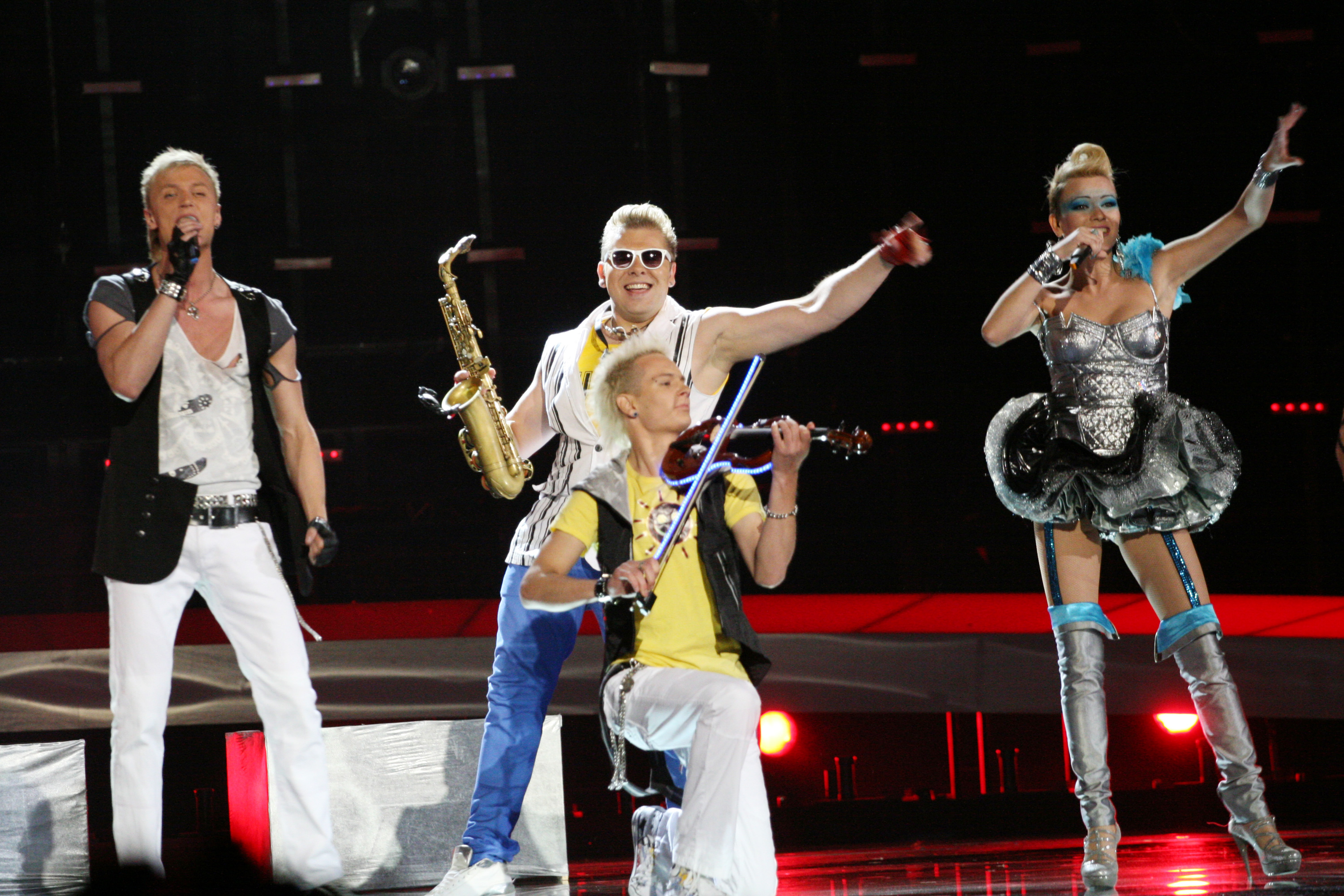
SunStroke Project i Olia Tira a Oslo (2010)
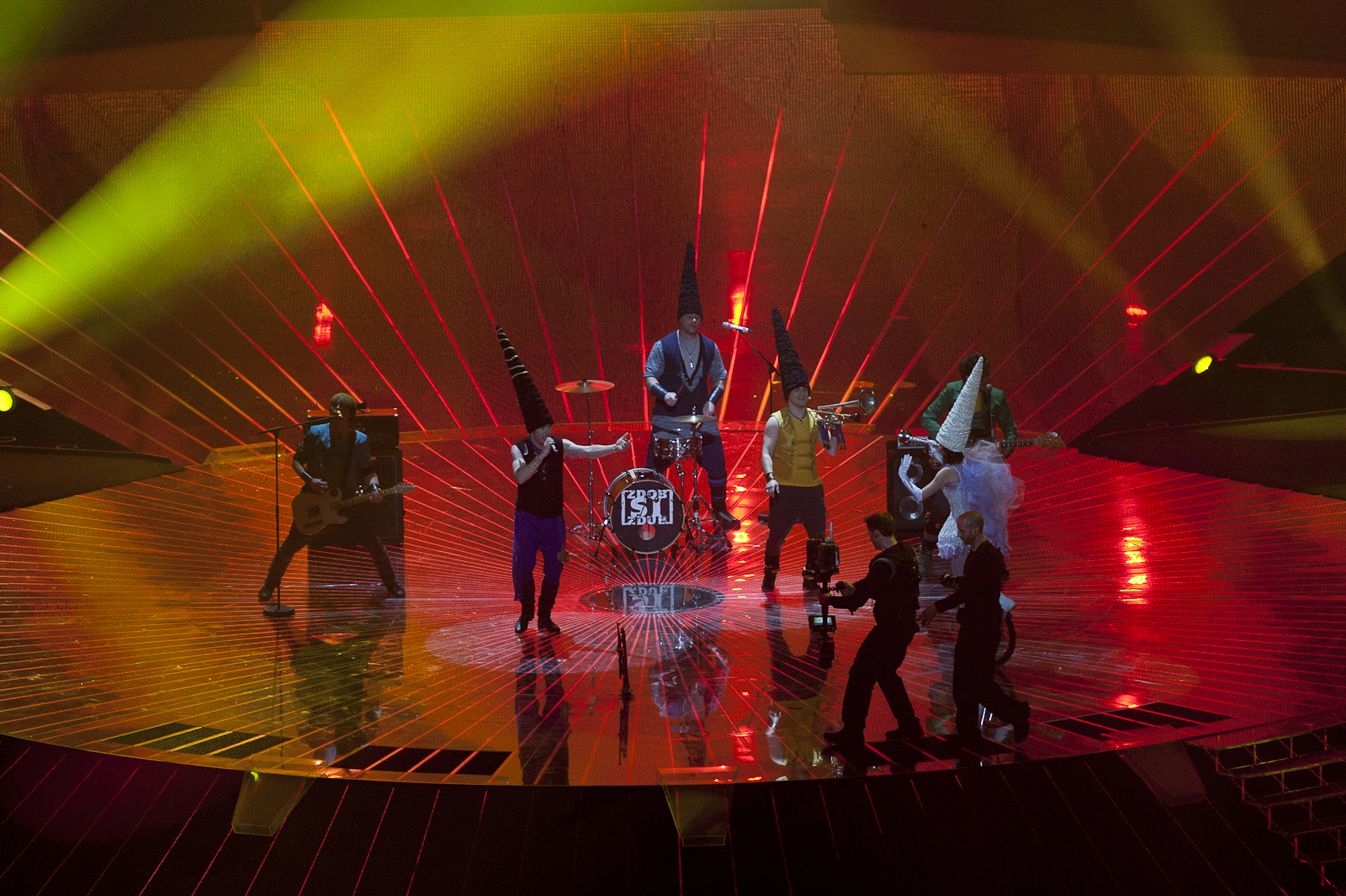
Zdob și Zdub a Düsseldorf (2011)
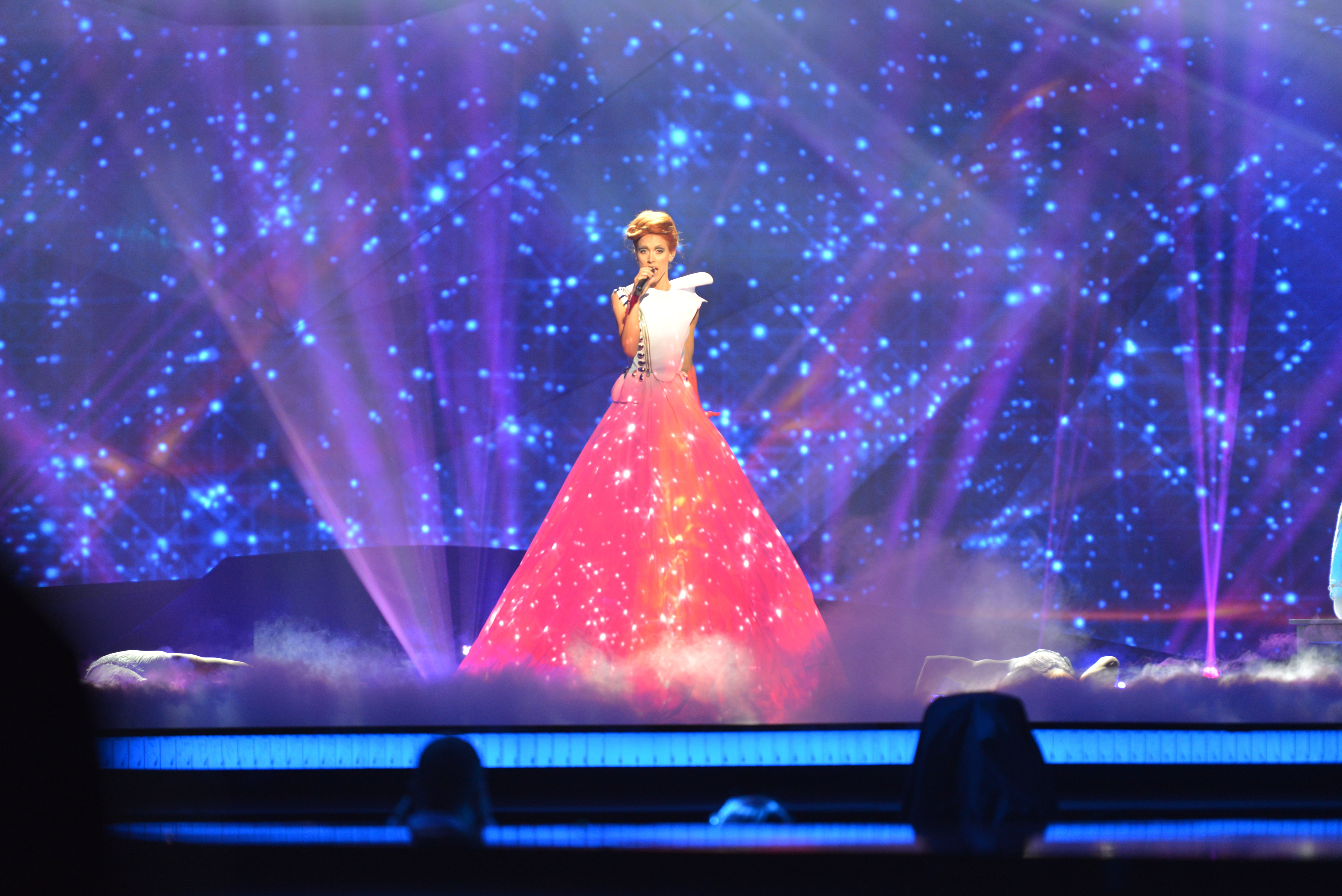
Aliona Moon a Malmö (2013)
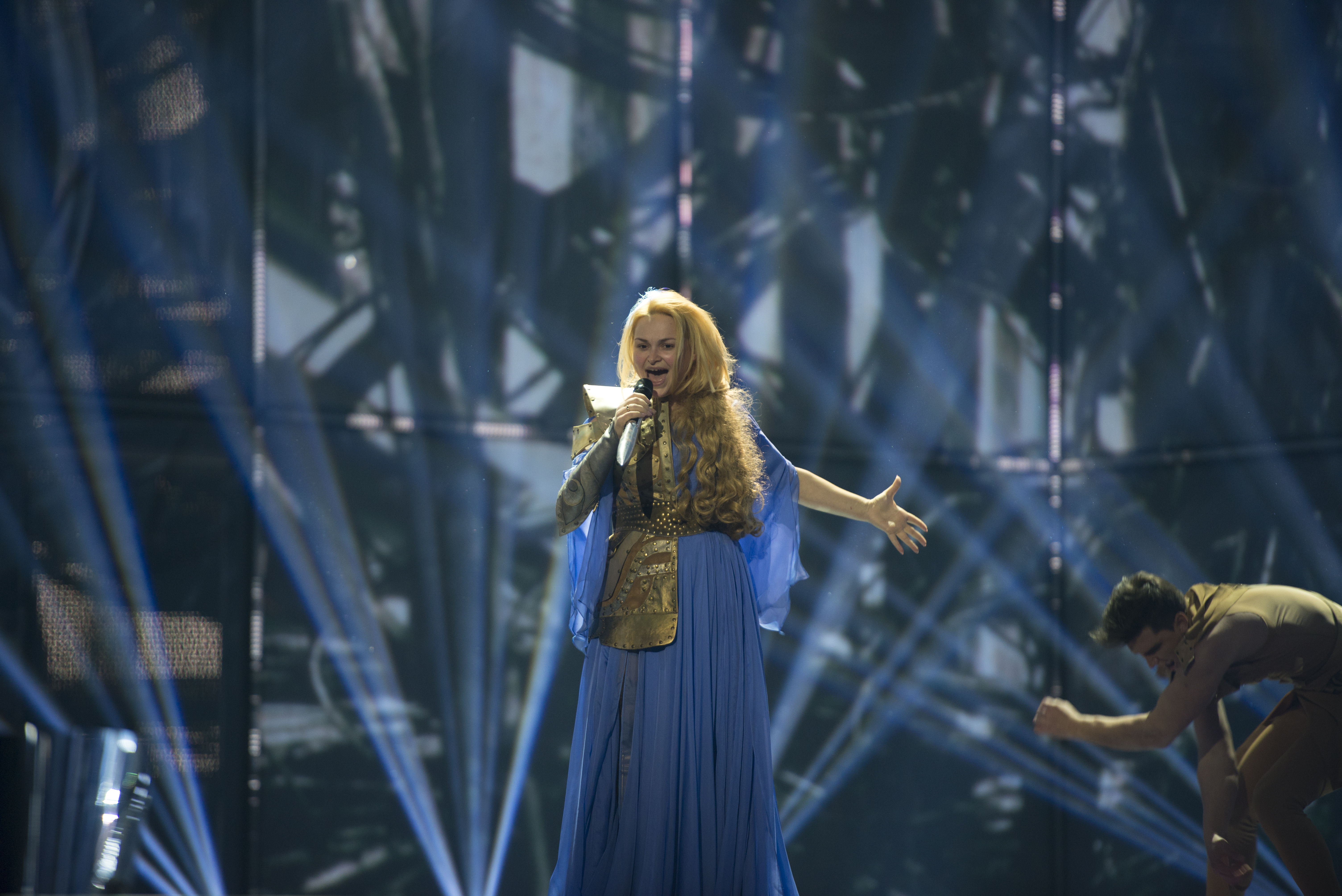
Cristina Scarlat a Copenhaguen (2014)
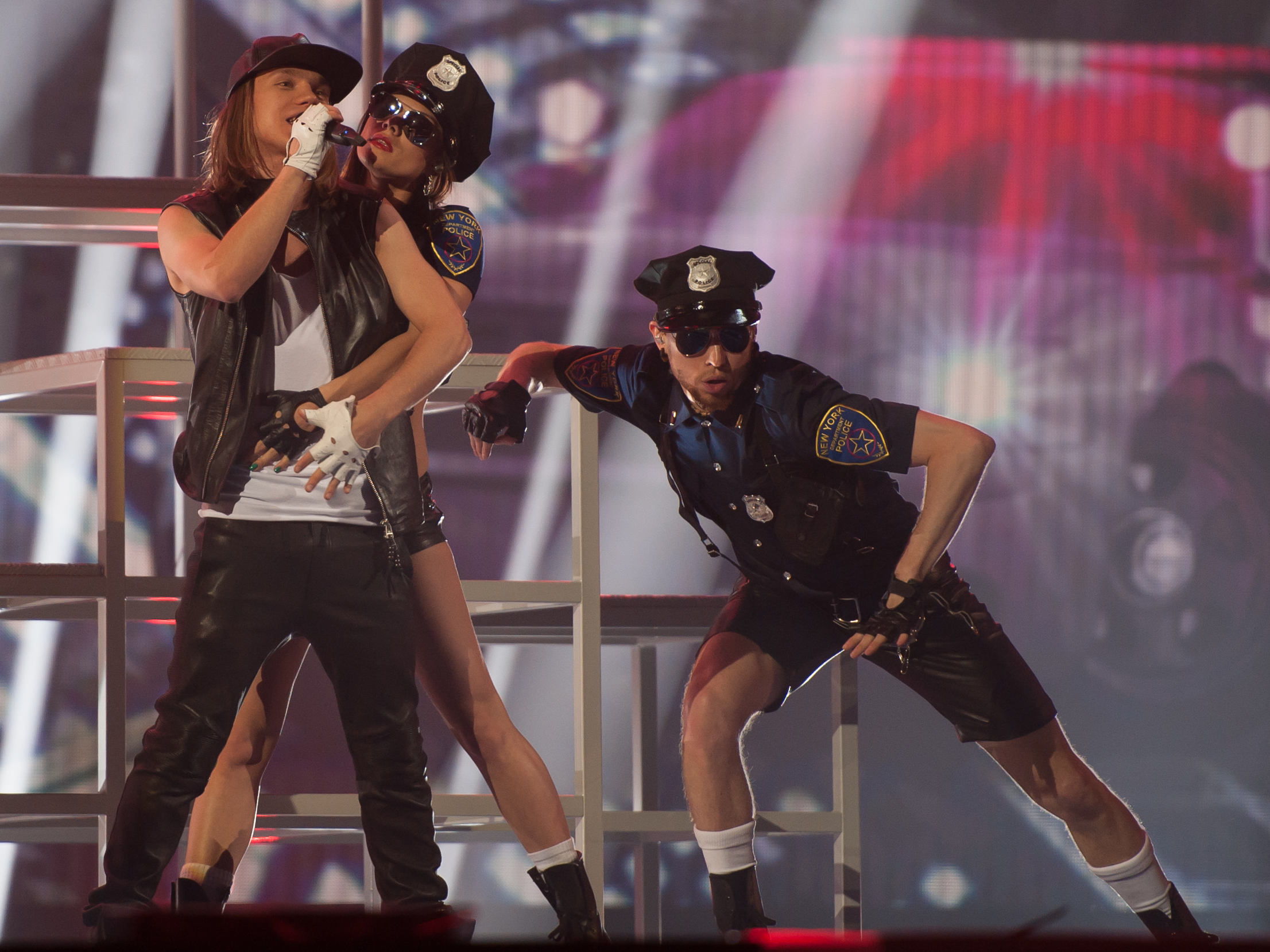
Eduard Romanyuta a Viena (2015)
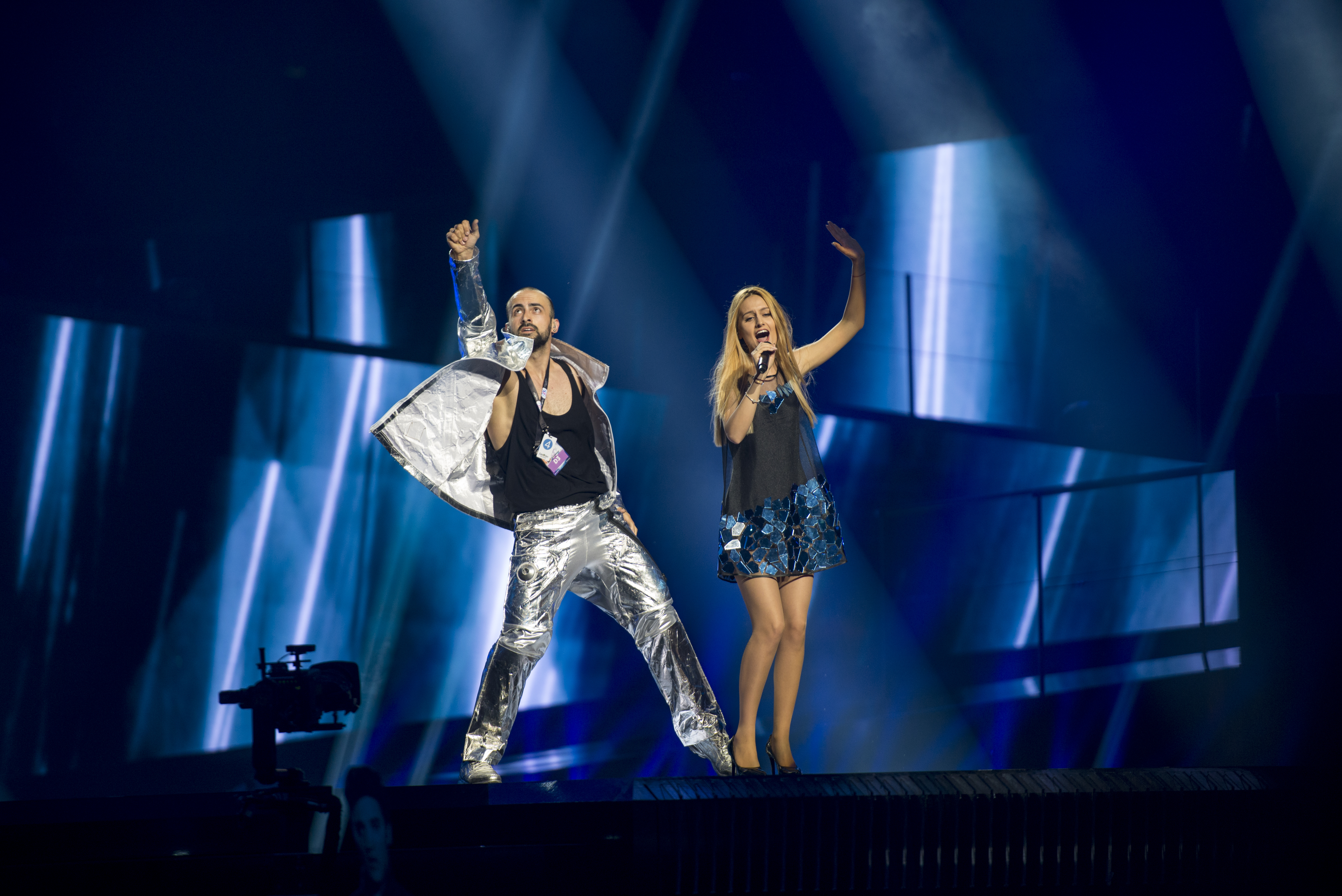
Lidia Isac a Estocolm (2016)
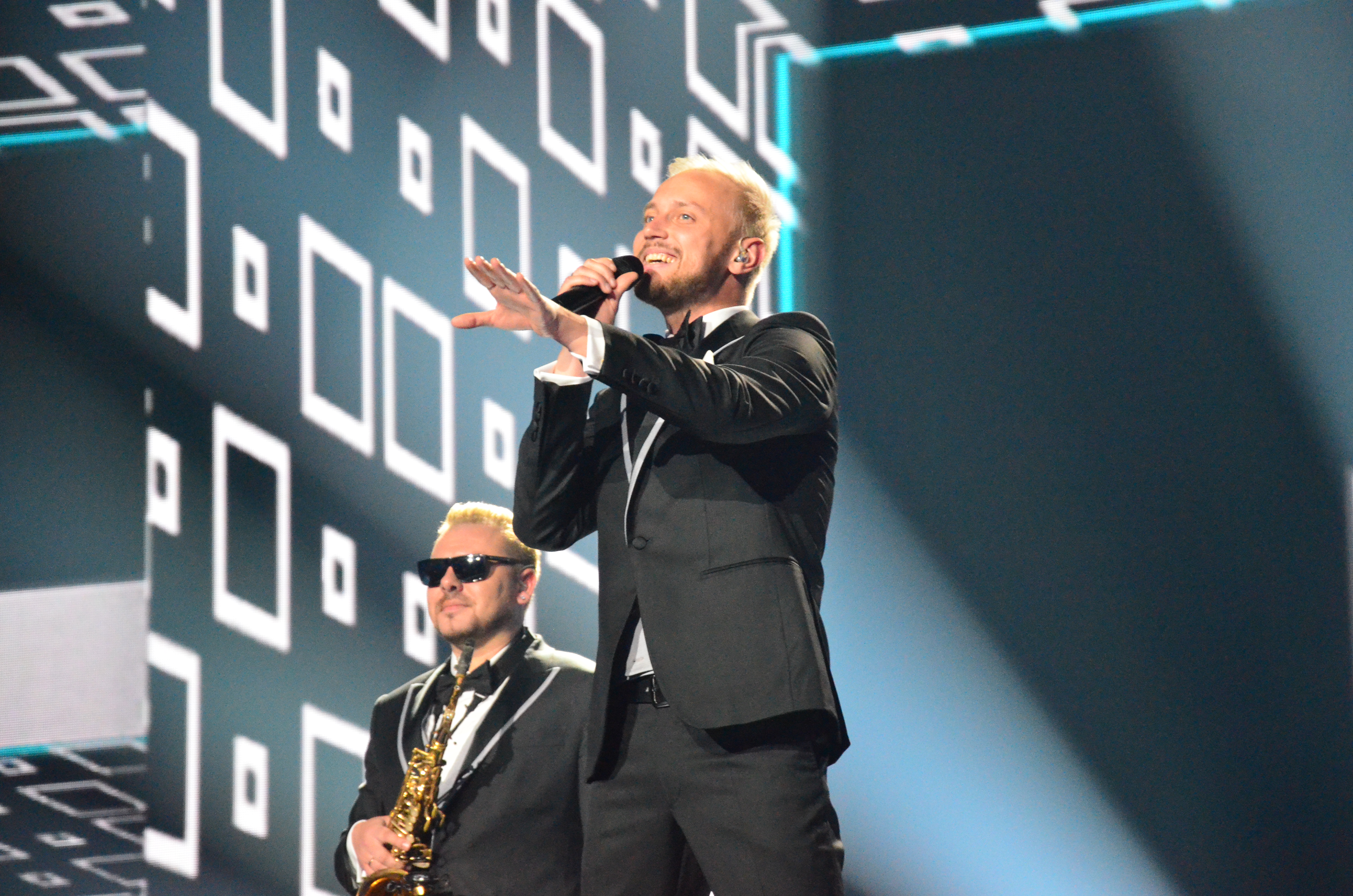
SunStroke Project a Kíev (2017)
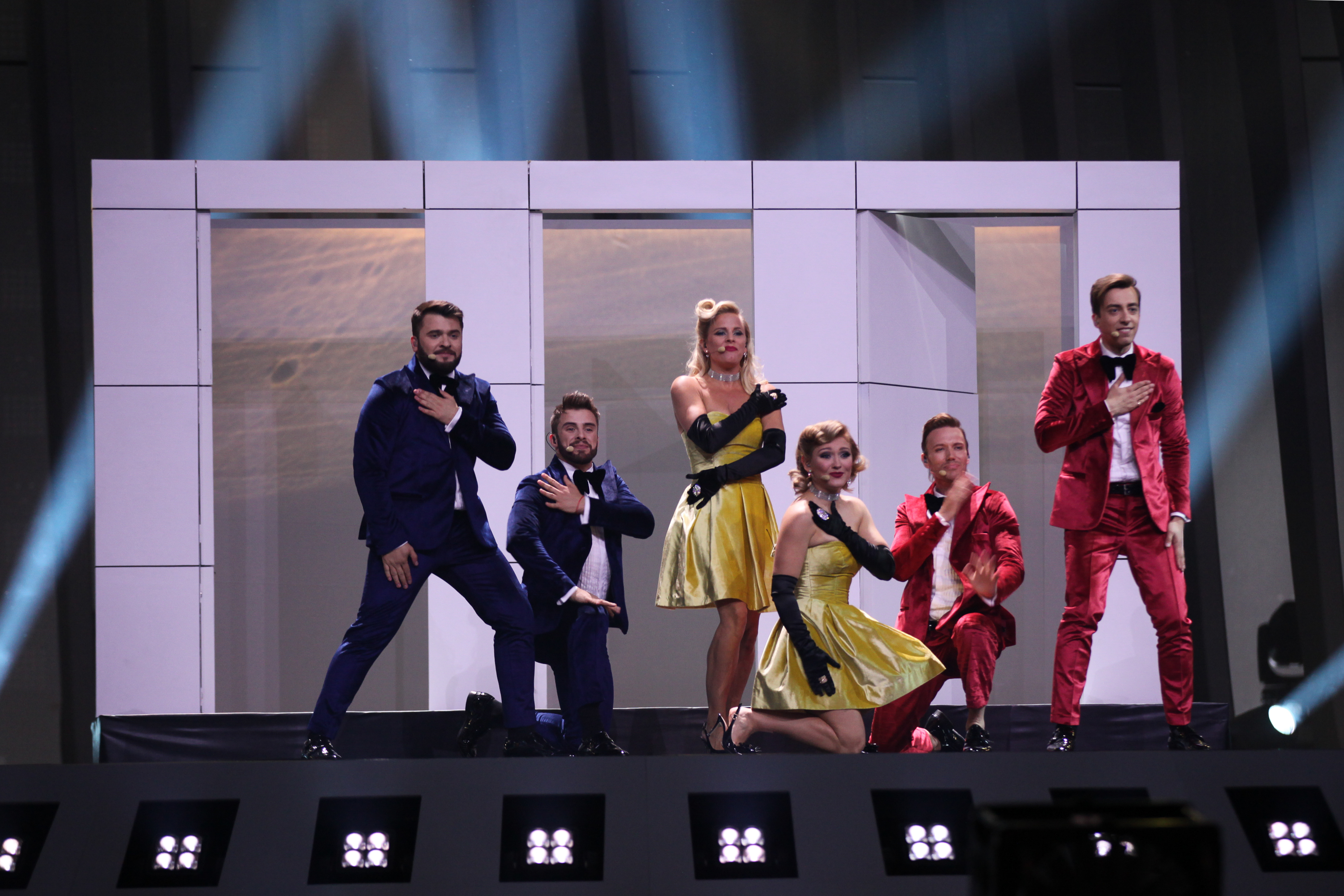
DoReDos a Lisboa (2018)
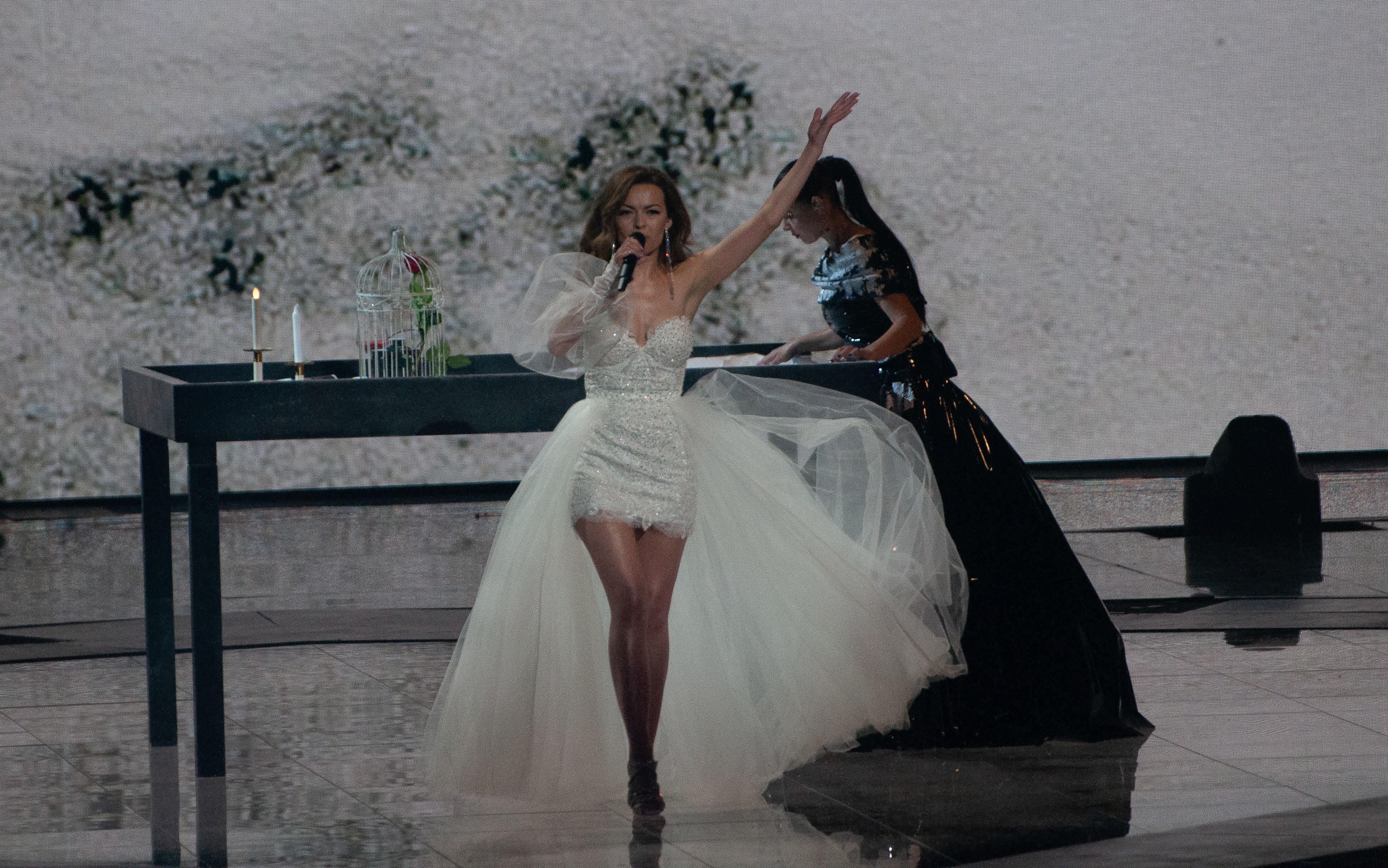
Anna Odobescu a Tel-Aviv (2019)